# Nandus andrewi
Nandus andrewi — тропічний прісноводний вид риб з роду нандус (Nandus), родина нандові (Nandidae). Був знайдений лише в басейні річки Ічаматі (англ. Ichamati), притоці Хуґлі, одного з рукавів Гангу. Це північно-східна Індія, штат Західний Бенгал.
Вид був описаний 2008 року. Стандартна довжина риб (без хвостового плавця) становить максимум 12,5 см, висота тіла — 24,3—29,1 % стандартної довжини. Спинний плавець має 12-14 твердих променів і 11-14 м'яких, анальний плавець — 3 твердих і 7-8 м'яких; уздовж бічної лінії розташовано 45-52 лусок.
Від решти представників роду Nandus andrewi відрізняється своїм світлим блідо-сіро-блакитним забарвленням. Натомість у інших видів на тілі переважають плями коричневого кольору.